# 桑德尔
桑德尔是奥地利上奥地利州弗赖施塔特县的一个市镇。总面积58.4平方公里，总人口1496人，人口密度25.6人/平方公里（2005年）。